# Danh sách vận động viên Olympic thiệt mạng trong Thế chiến I
Có tổng cộng 138 vận động viên được biết tới thiệt mạng trong Thế chiến I. Bao gồm cả Hermann von Bönninghausen người mất vào ngày 26 tháng Giêng 1919, sau một vết thương bị bắn vào mặt.
| Tên                                | Quốc giaA                   | Môn                                 | Thế vận hội                                                               | Huy chương      | Ref     |
| ---------------------------------- | --------------------------- | ----------------------------------- | ------------------------------------------------------------------------- | --------------- | ------- |
| Andrey Akimov                      | Nga (RUS)                   | Bóng đá                             | Thế vận hội Mùa hè 1912                                                   |                 | [ 2 ]   |
| Gordon Alexander                   | Anh Quốc (GBR)              | Đấu kiếm                            | Thế vận hội Mùa hè 1912                                                   |                 | [ 3 ]   |
| Laurie Anderson                    | Anh Quốc (GBR)              | Điền kinh                           | Thế vận hội Mùa hè 1912                                                   |                 | [ 4 ]   |
| William Anderson                   | Anh Quốc (GBR)              | Điền kinh                           | Thế vận hội Mùa hè 1906                                                   |                 | [ 5 ]   |
| Henry Ashington                    | Anh Quốc (GBR)              | Điền kinh                           | Thế vận hội Mùa hè 1912                                                   |                 | [ 6 ]   |
| Louis Bach                         | Pháp (FRA)                  | Bóng đá                             | Thế vận hội Mùa hè 1900                                                   | Bạc             | [ 7 ]   |
| Fritz Bartholomae                  | Đức (GER)                   | Rowing                              | Thế vận hội Mùa hè 1912                                                   | Đồng            | [ 8 ]   |
| Georg Baumann                      | Nga (RUS)                   | Vật                                 | Thế vận hội Mùa hè 1912                                                   |                 | [ 9 ]   |
| Béla Békessy                       | Hungary (HUN)               | Đấu kiếm                            | Thế vận hội Mùa hè 1912                                                   | Bạc             | [ 10 ]  |
| Isaac Bentham                      | Anh Quốc (GBR)              | Bóng nước                           | Thế vận hội Mùa hè 1912                                                   | Vàng            | [ 11 ]  |
| Renon Boissière                    | Pháp (FRA)                  | Điền kinh                           | Thế vận hội Mùa hè 1912                                                   |                 | [ 12 ]  |
| Henri Bonnefoy                     | Pháp (FRA)                  | Bắn súng                            | Thế vận hội Mùa hè 1908                                                   | Đồng            | [ 13 ]  |
| Hermann Bosch                      | Đức (GER)                   | Bóng đá                             | Thế vận hội Mùa hè 1912                                                   |                 | [ 14 ]  |
| Jean Bouin                         | Pháp (FRA)                  | Điền kinh                           | Thế vận hội Mùa hè 1908, Thế vận hội Mùa hè 1912                          | Bạc, đồng       | [ 15 ]  |
| Hanns Braun                        | Đức (GER)                   | Điền kinh                           | Thế vận hội Mùa hè 1908, Thế vận hội Mùa hè 1912                          | Bạc (x2), đồng  | [ 16 ]  |
| Karl Braunsteiner                  | Áo (AUT)                    | Bóng đá                             | Thế vận hội Mùa hè 1912                                                   |                 | [ 17 ]  |
| Kurt Bretting                      | Đức (GER)                   | Bơi                                 | Thế vận hội Mùa hè 1912                                                   |                 | [ 18 ]  |
| Wilhelm Brülle                     | Đức (GER)                   | Thể dục dụng cụ                     | Thế vận hội Mùa hè 1912                                                   |                 | [ 19 ]  |
| Heinrich Burkowitz                 | Đức (GER)                   | Điền kinh                           | Thế vận hội Mùa hè 1912                                                   |                 | [ 20 ]  |
| Edmund Bury                        | Anh Quốc (GBR)              | Racquets                            | Thế vận hội Mùa hè 1908                                                   | Bạc             | [ 21 ]  |
| George Butterfield                 | Anh Quốc (GBR)              | Điền kinh                           | Thế vận hội Mùa hè 1908                                                   |                 | [ 22 ]  |
| Oswald Carver                      | Anh Quốc (GBR)              | Rowing                              | Thế vận hội Mùa hè 1908                                                   | Đồng            | [ 23 ]  |
| Joseph Caullé                      | Pháp (FRA)                  | Điền kinh                           | Thế vận hội Mùa hè 1912                                                   |                 | [ 24 ]  |
| Ralph Chalmers                     | Anh Quốc (GBR)              | Đấu kiếm                            | Thế vận hội Mùa hè 1908                                                   |                 | [ 25 ]  |
| Noel Chavasse                      | Anh Quốc (GBR)              | Điền kinh                           | Thế vận hội Mùa hè 1908                                                   |                 | [ 26 ]  |
| Geoffrey Coles                     | Anh Quốc (GBR)              | Bắn súng                            | Thế vận hội Mùa hè 1908                                                   | Đồng            | [ 27 ]  |
| André Corvington                   | Haiti (HAI)                 | Đấu kiếm                            | Thế vận hội Mùa hè 1900                                                   |                 | [ 28 ]  |
| Percy Courtman                     | Anh Quốc (GBR)              | Bơi                                 | Thế vận hội Mùa hè 1908, Thế vận hội Mùa hè 1912                          | Đồng            | [ 29 ]  |
| Harry Crank                        | Anh Quốc (GBR)              | Nhảy cầu                            | Thế vận hội Mùa hè 1908                                                   |                 | [ 30 ]  |
| Robert Davies                      | Anh Quốc (GBR)              | Bắn súng                            | Thế vận hội Mùa hè 1912                                                   |                 | [ 31 ]  |
| Louis de Champsavin                | Pháp (FRA)                  | Cưỡi ngựa                           | Thế vận hội Mùa hè 1900                                                   | Đồng            | [ 32 ]  |
| Georges de la Nézière              | Pháp (FRA)                  | Điền kinh                           | Thế vận hội Mùa hè 1896                                                   |                 | [ 33 ]  |
| Bertrand Marie de Lesseps          | Pháp (FRA)                  | Đấu kiếm                            | Thế vận hội Mùa hè 1908                                                   |                 | [ 34 ]  |
| Ismaël de Lesseps                  | Pháp (FRA)                  | Đấu kiếm                            | Thế vận hội Mùa hè 1908                                                   |                 | [ 35 ]  |
| Jean de Mas Latrie                 | Pháp (FRA)                  | Đấu kiếm, năm môn phối hợp hiện đại | Thế vận hội Mùa hè 1908, Thế vận hội Mùa hè 1912                          |                 | [ 36 ]  |
| Félix Debax                        | Pháp (FRA)                  | Đấu kiếm                            | Thế vận hội Mùa hè 1900                                                   |                 | [ 37 ]  |
| Alex Decoteau                      | Canada (CAN)                | Điền kinh                           | Thế vận hội Mùa hè 1912                                                   |                 | [ 38 ]  |
| Oszkár Demján                      | Hungary (HUN)               | Bơi                                 | Thế vận hội Mùa hè 1912                                                   |                 | [ 39 ]  |
| Charles Devendeville               | Pháp (FRA)                  | Bơi, bóng nước                      | Thế vận hội Mùa hè 1900                                                   | Vàng            | [ 40 ]  |
| Joseph Dines                       | Anh Quốc (GBR)              | Bóng đá                             | Thế vận hội Mùa hè 1912                                                   | Vàng            | [ 41 ]  |
| Herman Donners                     | Bỉ (BEL)                    | Bóng nước                           | Thế vận hội Mùa hè 1908, Thế vận hội Mùa hè 1912                          | Bạc, đồng       | [ 42 ]  |
| Jimmy Duffy                        | Canada (CAN)                | Điền kinh                           | Thế vận hội Mùa hè 1912                                                   |                 | [ 43 ]  |
| Hugh Durant                        | Anh Quốc (GBR)              | Năm môn phối hợp hiện đại, bắn súng | Thế vận hội Mùa hè 1912                                                   | Đồng (x2)       | [ 44 ]  |
| George Fairbairn                   | Anh Quốc (GBR)              | Rowing                              | Thế vận hội Mùa hè 1908                                                   | Bạc             | [ 45 ]  |
| René Fenouillière                  | Pháp (FRA)                  | Bóng đá                             | Thế vận hội Mùa hè 1908                                                   |                 | [ 46 ]  |
| Léon Flameng                       | Pháp (FRA)                  | Xe đạp                              | Thế vận hội Mùa hè 1896                                                   | Vàng, bạc, đồng | [ 47 ]  |
| Alfred Flaxman                     | Anh Quốc (GBR)              | Điền kinh                           | Thế vận hội Mùa hè 1908                                                   |                 | [ 48 ]  |
| Herbert Gayler                     | Anh Quốc (GBR)              | Xe đạp                              | Thế vận hội Mùa hè 1912                                                   |                 | [ 49 ]  |
| Thomas Gillespie                   | Anh Quốc (GBR)              | Rowing                              | Thế vận hội Mùa hè 1912                                                   | Bạc             | [ 50 ]  |
| Henry Vàngsmith                    | Anh Quốc (GBR)              | Rowing                              | Thế vận hội Mùa hè 1912                                                   | Đồng            | [ 51 ]  |
| Lajos Gönczy                       | Hungary (HUN)               | Điền kinh                           | Thế vận hội Mùa hè 1900, Thế vận hội Mùa hè 1904, Thế vận hội Mùa hè 1906 | Bạc, đồng       | [ 52 ]  |
| Carl Goßler                        | Đức (GER)                   | Rowing                              | Thế vận hội Mùa hè 1900                                                   | Vàng            | [ 53 ]  |
| Juho Halme                         | Phần Lan (FIN)              | Điền kinh                           | Thế vận hội Mùa hè 1908, Thế vận hội Mùa hè 1912                          |                 | [ 54 ]  |
| Wyndham Halswelle                  | Anh Quốc (GBR)              | Điền kinh                           | Thế vận hội Mùa hè 1906, Thế vận hội Mùa hè 1908                          | Vàng, bạc, đồng | [ 55 ]  |
| George Hawkins                     | Anh Quốc (GBR)              | Điền kinh                           | Thế vận hội Mùa hè 1908                                                   |                 | [ 56 ]  |
| Harold Hawkins                     | Anh Quốc (GBR)              | Bắn súng                            | Thế vận hội Mùa hè 1908                                                   | Bạc             | [ 57 ]  |
| Cecil Healy                        | Úc (AUS), Australasia (ANZ) | Bơi                                 | Thế vận hội Mùa hè 1906, Thế vận hội Mùa hè 1912                          | Vàng, bạc, đồng | [ 58 ]  |
| Max Herrmann                       | Đức (GER)                   | Điền kinh                           | Thế vận hội Mùa hè 1912                                                   |                 | [ 59 ]  |
| George Hutson                      | Anh Quốc (GBR)              | Điền kinh                           | Thế vận hội Mùa hè 1912                                                   | Đồng (x2)       | [ 60 ]  |
| Albert Jenicot                     | Pháp (FRA)                  | Bóng đá                             | Thế vận hội Mùa hè 1908                                                   |                 | [ 61 ]  |
| Walther Jesinghaus                 | Đức (GER)                   | Thể dục dụng cụ                     | Thế vận hội Mùa hè 1912                                                   |                 | [ 62 ]  |
| Ernest Keeley                      | Nam Phi (RSA)               | Bắn súng                            | Thế vận hội Mùa hè 1912                                                   |                 | [ 63 ]  |
| Frederick Kelly                    | Anh Quốc (GBR)              | Rowing                              | Thế vận hội Mùa hè 1908                                                   | Vàng            | [ 64 ]  |
| Paul Kenna                         | Anh Quốc (GBR)              | Cưỡi ngựa                           | Thế vận hội Mùa hè 1912                                                   |                 | [ 65 ]  |
| Alister Kirby                      | Anh Quốc (GBR)              | Rowing                              | Thế vận hội Mùa hè 1912                                                   | Vàng            | [ 66 ]  |
| Frederick Kitching                 | Anh Quốc (GBR)              | Điền kinh                           | Thế vận hội Mùa hè 1908                                                   |                 | [ 67 ]  |
| Adolf Kofler                       | Áo (AUT)                    | Xe đạp                              | Thế vận hội Mùa hè 1912                                                   |                 | [ 68 ]  |
| Nikolai Kynin                      | Nga (RUS)                   | Bóng đá                             | Thế vận hội Mùa hè 1912                                                   |                 | [ 69 ]  |
| Ivan Laing                         | Anh Quốc (GBR)              | Khúc côn cầu                        | Thế vận hội Mùa hè 1908                                                   | Đồng            | [ 70 ]  |
| Octave Lapize                      | Pháp (FRA)                  | Xe đạp                              | Thế vận hội Mùa hè 1908                                                   | Đồng            | [ 71 ]  |
| Henry Leeke                        | Anh Quốc (GBR)              | Điền kinh                           | Thế vận hội Mùa hè 1908                                                   |                 | [ 72 ]  |
| Erich Lehmann                      | Đức (GER)                   | Điền kinh                           | Thế vận hội Mùa hè 1912                                                   |                 | [ 73 ]  |
| Feliks Leparsky                    | Nga (RUS)                   | Đấu kiếm                            | Thế vận hội Mùa hè 1912                                                   |                 | [ 74 ]  |
| Georges Lutz                       | Pháp (FRA)                  | Xe đạp                              | Thế vận hội Mùa hè 1908                                                   |                 | [ 75 ]  |
| Wilhelm Lützow                     | Đức (GER)                   | Bơi                                 | Thế vận hội Mùa hè 1912                                                   | Bạc             | [ 76 ]  |
| William Lyshon                     | Hoa Kỳ (USA)                | Vật                                 | Thế vận hội Mùa hè 1912                                                   |                 | [ 77 ]  |
| Henry Macintosh                    | Anh Quốc (GBR)              | Điền kinh                           | Thế vận hội Mùa hè 1912                                                   | Vàng            | [ 78 ]  |
| Duncan Mackinnon                   | Anh Quốc (GBR)              | Rowing                              | Thế vận hội Mùa hè 1908                                                   | Vàng            | [ 79 ]  |
| Gilchrist Maclagan                 | Anh Quốc (GBR)              | Rowing                              | Thế vận hội Mùa hè 1908                                                   | Vàng            | [ 80 ]  |
| Leopold Mayer                      | Áo (AUT)                    | Bơi                                 | Thế vận hội Mùa hè 1906                                                   |                 | [ 81 ]  |
| Alphonse Meignant                  | Pháp (FRA)                  | Rowing                              | Thế vận hội Mùa hè 1912                                                   |                 | [ 82 ]  |
| Robert Merz                        | Áo (AUT)                    | Bóng đá                             | Thế vận hội Mùa hè 1912                                                   |                 | [ 83 ]  |
| Georg Mickler                      | Đức (GER)                   | Điền kinh                           | Thế vận hội Mùa hè 1912                                                   |                 | [ 84 ]  |
| Percival Molson                    | Canada (CAN)                | Điền kinh                           | Thế vận hội Mùa hè 1904                                                   |                 | [ 85 ]  |
| Alfred Motté                       | Pháp (FRA)                  | Điền kinh                           | Thế vận hội Mùa hè 1908, Thế vận hội Mùa hè 1912                          |                 | [ 86 ]  |
| István Mudin                       | Hungary (HUN)               | Điền kinh                           | Thế vận hội Mùa hè 1906, Thế vận hội Mùa hè 1908                          | Bạc, đồng       | [ 87 ]  |
| Edward Nash                        | Anh Quốc (GBR)              | Cưỡi ngựa                           | Thế vận hội Mùa hè 1912                                                   |                 | [ 88 ]  |
| Grigori Nikitin                    | Nga (RUS)                   | Bóng đá                             | Thế vận hội Mùa hè 1912                                                   |                 | [ 89 ]  |
| Harcourt Ommundsen                 | Anh Quốc (GBR)              | Bắn súng                            | Thế vận hội Mùa hè 1908, Thế vận hội Mùa hè 1912                          | Bạc (x2)        | [ 90 ]  |
| Alan Patterson                     | Anh Quốc (GBR)              | Điền kinh                           | Thế vận hội Mùa hè 1908, Thế vận hội Mùa hè 1912                          |                 | [ 91 ]  |
| Árpád Pédery                       | Hungary (HUN)               | Thể dục dụng cụ                     | Thế vận hội Mùa hè 1912                                                   | Bạc             | [ 92 ]  |
| Jacques Person                     | Đức (GER)                   | Điền kinh                           | Thế vận hội Mùa hè 1912                                                   |                 | [ 93 ]  |
| William Philo                      | Anh Quốc (GBR)              | Quyền Anh                           | Thế vận hội Mùa hè 1908                                                   | Đồng            | [ 94 ]  |
| Hermann Plaskuda                   | Đức (GER)                   | Đấu kiếm                            | Thế vận hội Mùa hè 1912                                                   |                 | [ 95 ]  |
| Léon Ponscarme                     | Pháp (FRA)                  | Xe đạp                              | Thế vận hội Mùa hè 1900                                                   |                 | [ 96 ]  |
| Bobby Powell                       | Canada (CAN)                | Quần vợt                            | Thế vận hội Mùa hè 1908                                                   |                 | [ 97 ]  |
| Kenneth Powell                     | Anh Quốc (GBR)              | Điền kinh, quần vợt                 | Thế vận hội Mùa hè 1908, Thế vận hội Mùa hè 1912                          |                 | [ 98 ]  |
| Reggie Pridmore                    | Anh Quốc (GBR)              | Khúc côn cầu                        | Thế vận hội Mùa hè 1908                                                   | Vàng            | [ 99 ]  |
| Joseph Racine                      | Pháp (FRA)                  | Xe đạp                              | Thế vận hội Mùa hè 1912                                                   |                 | [ 100 ] |
| Thomas Raddall                     | Anh Quốc (GBR)              | Bắn súng                            | Thế vận hội Mùa hè 1908                                                   |                 | [ 101 ] |
| Maurice Raoul-Duval                | Pháp (FRA)                  | Polo                                | Thế vận hội Mùa hè 1900                                                   | Đồng            | [ 102 ] |
| Josef Rieder                       | Đức (GER)                   | Xe đạp                              | Thế vận hội Mùa hè 1912                                                   |                 | [ 103 ] |
| John Robinson                      | Anh Quốc (GBR)              | Khúc côn cầu                        | Thế vận hội Mùa hè 1908                                                   | Vàng            | [ 104 ] |
| Patrick Roche                      | Anh Quốc (GBR)              | Điền kinh                           | Thế vận hội Mùa hè 1908                                                   |                 | [ 105 ] |
| Claude Ross                        | Australasia (ANZ)           | Điền kinh                           | Thế vận hội Mùa hè 1912                                                   |                 | [ 106 ] |
| Albert Rowland                     | Australasia (ANZ)           | Điền kinh                           | Thế vận hội Mùa hè 1908                                                   |                 | [ 107 ] |
| Maurice Salomez                    | Pháp (FRA)                  | Điền kinh                           | Thế vận hội Mùa hè 1900                                                   |                 | [ 108 ] |
| Ronald Sanderson                   | Anh Quốc (GBR)              | Rowing                              | Thế vận hội Mùa hè 1908                                                   | Vàng            | [ 109 ] |
| Heinrich Schneidereit              | Đức (GER)                   | Kéo co, cử tạ                       | Thế vận hội Mùa hè 1906                                                   | Vàng, đồng (x2) | [ 110 ] |
| André Six                          | Pháp (FRA)                  | Bơi                                 | Thế vận hội Mùa hè 1900                                                   | Bạc             | [ 111 ] |
| Pierre Six                         | Pháp (FRA)                  | Bóng đá                             | Thế vận hội Mùa hè 1908                                                   |                 | [ 112 ] |
| Michel Soalhat                     | Pháp (FRA)                  | Điền kinh                           | Thế vận hội Mùa hè 1906                                                   |                 | [ 113 ] |
| John Somers-Smith                  | Anh Quốc (GBR)              | Rowing                              | Thế vận hội Mùa hè 1908                                                   | Vàng            | [ 114 ] |
| Eberhard Sorge                     | Đức (GER)                   | Thể dục dụng cụ                     | Thế vận hội Mùa hè 1912                                                   |                 | [ 115 ] |
| Alfred Staats                      | Đức (GER)                   | Thể dục dụng cụ                     | Thế vận hội Mùa hè 1912                                                   |                 | [ 116 ] |
| Jenő Szántay                       | Hungary (HUN)               | Đấu kiếm                            | Thế vận hội Mùa hè 1908                                                   |                 | [ 117 ] |
| Geoffrey Taylor                    | Canada (CAN)                | Rowing                              | Thế vận hội Mùa hè 1908, Thế vận hội Mùa hè 1912                          | Đồng (x2)       | [ 118 ] |
| Waldemar Tietgens                  | Đức (GER)                   | Rowing                              | Thế vận hội Mùa hè 1900                                                   | Vàng            | [ 119 ] |
| Dragutin Tomašević                 | Serbia (SRB)                | Điền kinh                           | Thế vận hội Mùa hè 1912                                                   |                 | [ 120 ] |
| Justin Vialaret                    | Pháp (FRA)                  | Bóng đá                             | Thế vận hội Mùa hè 1908                                                   |                 | [ 121 ] |
| Charles Vigurs                     | Anh Quốc (GBR)              | Thể dục dụng cụ                     | Thế vận hội Mùa hè 1908, Thế vận hội Mùa hè 1912                          | Đồng            | [ 122 ] |
| Hermann von Bönninghausen          | Đức (GER)                   | Điền kinh                           | Thế vận hội Mùa hè 1908, Thế vận hội Mùa hè 1912                          |                 | [ 123 ] |
| Bernhard von Gaza                  | Đức (GER)                   | Rowing                              | Thế vận hội Mùa hè 1908                                                   | Đồng            | [ 124 ] |
| Amon Ritter von Gregurich          | Hungary (HUN)               | Đấu kiếm                            | Thế vận hội Mùa hè 1900                                                   |                 | [ 125 ] |
| Béla von Las-Torres                | Hungary (HUN)               | Bơi                                 | Thế vận hội Mùa hè 1908, Thế vận hội Mùa hè 1912                          | Bạc             | [ 126 ] |
| Eduard von Lütcken                 | Đức (GER)                   | Cưỡi ngựa                           | Thế vận hội Mùa hè 1912                                                   | Bạc             | [ 127 ] |
| Friedrich Karl, Prince von Preußen | Đức (GER)                   | Cưỡi ngựa                           | Thế vận hội Mùa hè 1912                                                   | Đồng            | [ 128 ] |
| Edmond Wallace                     | Pháp (FRA)                  | Đấu kiếm                            | Thế vận hội Mùa hè 1900                                                   |                 | [ 129 ] |
| Rudolf Watzl                       | Áo (AUT)                    | Vật                                 | Thế vận hội Mùa hè 1906                                                   | Vàng, đồng      | [ 130 ] |
| Arthur Wear                        | Hoa Kỳ (USA)                | Quần vợt                            | Thế vận hội Mùa hè 1904                                                   | Đồng            | [ 131 ] |
| Arthur Wilde                       | Anh Quốc (GBR)              | Bắn súng                            | Thế vận hội Mùa hè 1908                                                   |                 | [ 132 ] |
| Tony Wilding                       | Australasia (ANZ)           | Quần vợt                            | Thế vận hội Mùa hè 1912                                                   | Đồng            | [ 133 ] |
| Victor Willems                     | Bỉ (BEL)                    | Đấu kiếm                            | Thế vận hội Mùa hè 1908, Thế vận hội Mùa hè 1912                          | Vàng, đồng      | [ 134 ] |
| Edward Williams                    | Anh Quốc (GBR)              | Rowing                              | Thế vận hội Mùa hè 1908                                                   | Đồng            | [ 135 ] |
| Harold Wilson                      | Anh Quốc (GBR)              | Điền kinh                           | Thế vận hội Mùa hè 1908                                                   | Vàng, bạc       | [ 136 ] |
| Herbert Wilson                     | Anh Quốc (GBR)              | Polo                                | Thế vận hội Mùa hè 1908                                                   | Vàng            | [ 137 ] |
| Richard Yorke                      | Anh Quốc (GBR)              | Điền kinh                           | Thế vận hội Mùa hè 1908, Thế vận hội Mùa hè 1912                          |                 | [ 138 ] |
| Béla Zulawszky                     | Hungary (HUN)               | Đấu kiếm                            | Thế vận hội Mùa hè 1908, Thế vận hội Mùa hè 1912                          | Bạc             | [ 139 ] |